# Collegio plurinominale Calabria - 01 (Camera dei deputati 2017)
Il collegio plurinominale Calabria - 01 è stato un collegio elettorale plurinominale per l'elezione della Camera dei deputati tra il 2017 ed il 2022.

## Territorio
Come previsto dalla legge elettorale italiana del 2017, il collegio era stato definito tramite decreto legislativo all'interno della circoscrizione Calabria.
Il collegio comprendeva la zona definita dai quattro collegi uninominali Calabria - 01 (Castrovillari), Calabria - 02 (Corigliano Calabro), Calabria - 03 (Cosenza) e Calabria - 05 (Crotone).

## Dati elettorali

### XVIII legislatura
Come previsto dalla legge elettorale, 386 deputati erano eletti in 63 collegi plurinominali con ripartizione proporzionale a livello nazionale tra le coalizioni e le singole liste che avessero superato la soglia di sbarramento stabilita.
Nel collegio venivano eletti 10 deputati.
| Liste          | Liste                                       | Proporzionale | Proporzionale | Proporzionale | Maggioritario | Maggioritario | Maggioritario |  |
| Liste          | Liste                                       | Voti          | %             | Seggi         | Voti          | %             | Seggi         |  |
| -------------- | ------------------------------------------- | ------------- | ------------- | ------------- | ------------- | ------------- | ------------- |  |
|                | Movimento 5 Stelle                          | 230 504       | 49,81         | 3             | 230 504       | 49,81         | 4             |  |
|                | Forza Italia                                | 81 997        | 17,72         | 1             | 129 567       | 28,00         | –             |  |
|                | Lega                                        | 22 400        | 4,84          | 1             | 129 567       | 28,00         | –             |  |
|                | Fratelli d'Italia                           | 18 141        | 3,92          | –             | 129 567       | 28,00         | –             |  |
|                | Noi con l'Italia – UDC                      | 7 029         | 1,52          | –             | 129 567       | 28,00         | –             |  |
|                | Partito Democratico                         | 60 860        | 13,15         | 1             | 71 987        | 15,56         | –             |  |
|                | +Europa                                     | 4 172         | 0,90          | –             | 71 987        | 15,56         | –             |  |
|                | Italia Europa Insieme                       | 3 736         | 0,81          | –             | 71 987        | 15,56         | –             |  |
|                | Civica Popolare                             | 3 219         | 0,70          | –             | 71 987        | 15,56         | –             |  |
|                | Liberi e Uguali                             | 12 375        | 2,67          | –             | 12 375        | 2,67          | –             |  |
|                | Potere al Popolo!                           | 5 429         | 1,17          | –             | 5 429         | 1,17          | –             |  |
|                | Italia agli Italiani (FN - MSFT)            | 3 123         | 0,67          | –             | 3 123         | 0,67          | –             |  |
|                | CasaPound                                   | 2 316         | 0,50          | –             | 2 316         | 0,50          | –             |  |
|                | Partito Comunista                           | 2 180         | 0,47          | –             | 2 180         | 0,47          | –             |  |
|                | Il Popolo della Famiglia                    | 2 132         | 0,46          | –             | 2 132         | 0,46          | –             |  |
|                | Partito Valore Umano                        | 1 901         | 0,41          | –             | 1 901         | 0,41          | –             |  |
|                | Per una Sinistra Rivoluzionaria (PCL - SCR) | 786           | 0,17          | –             | 786           | 0,17          | –             |  |
|                | Lista del Popolo per la Costituzione        | 438           | 0,09          | –             | 438           | 0,09          | –             |  |
| Totale         | Totale                                      | 462 738       | 100           | 6             | 462 738       | 100           | 4             |  |
|                |                                             |               |               |               |               |               |               |  |
| Schede bianche | Schede bianche                              | 8 020         | 1,66          |               |               |               |               |  |
| Schede nulle   | Schede nulle                                | 12 153        | 2,52          |               |               |               |               |  |
| Votanti        | Votanti                                     | 482 911       | 64,47         |               |               |               |               |  |
| Elettori       | Elettori                                    | 749 093       |               |               |               |               |               |  |

## Eletti

### Eletti nei collegi uninominali
| Collegio uninominale  | Eletto | Eletto                 | Partito |
| --------------------- | ------ | ---------------------- | ------- |
| 1. Castrovillari      |        | Carmelo Massimo Misiti | M5S     |
| 2. Corigliano Calabro |        | Francesco Sapia        | M5S     |
| 3. Cosenza            |        | Anna Laura Orrico      | M5S     |
| 5. Crotone            |        | Elisabetta Barbuto     | M5S     |

1. ↑  In data 19.02.2021 aderisce al gruppo misto, non iscritti; in data 23.02.2021 alla componente «Alternativa».

### Eletti nella quota proporzionale
| Movimento 5 Stelle                                      | Forza Italia     | Partito Democratico | Lega               |
| ------------------------------------------------------- | ---------------- | ------------------- | ------------------ |
|                                                         |                  |                     |                    |
| Francesco Forciniti Elisa Scutellà Alessandro Melicchio | Roberto Occhiuto | Enza Bruno Bossio   | Domenico Furgiuele |

1. ↑  In data 19.02.2021 aderisce al gruppo misto, non iscritti; in data 11.03.2021 alla componente «Alternativa».
2. ↑  Dimissionario in data 04.11.2021 (assume la carica di presidente nella giunta regionale calabrese); gli subentra in pari data Andrea Gentile.
3. ↑  A seguito della relazione della Giunta per le elezioni, il 4 agosto 2020 viene annullata l'elezione di Domenico Furgiuele nel collegio plurinominale Calabria 01 e contestualmente viene proclamato eletto nel collegio plurinominale Calabria 02. Resoconto della seduta 387 del 5 agosto 2020